# مارينا دي فان
مارينا دي فان (بالفرنسية: Marina de Van)‏ هي كاتبة سيناريو وكاتِبة ومخرجة وممثلة فرنسية، ولدت في 8 فبراير 1971 في فرنسا.

## وصلات خارجية
- مارينا دي فان على موقع IMDb (الإنجليزية)
- مارينا دي فان على موقع ميتاكريتيك (الإنجليزية)
- مارينا دي فان على موقع روتن توميتوز (الإنجليزية)
- مارينا دي فان على موقع ألو سيني (الفرنسية)
- مارينا دي فان على موقع تيرنر كلاسيك موفيز (الإنجليزية)
- مارينا دي فان على موقع أول موفي (الإنجليزية)
- مارينا دي فان على موقع قاعدة بيانات الأفلام السويدية (السويدية)
- مارينا دي فان على موقع قاعدة بيانات الفيلم (الإنجليزية)
- مارينا دي فان على موقع كينوبويسك (الروسية)